# Juncus uruguensis
Juncus uruguensis là một loài thực vật có hoa trong họ Juncaceae. Loài này được Griseb. mô tả khoa học đầu tiên năm 1879.